# 湛江雌盘吸虫
湛江雌盘吸虫（学名：Gynaecotyla zhanjiangensis）为微茎科雌盘属的动物。在中国大陆，分布于广东湛江等地，营寄生生活，宿主勺嘴鹬，寄生在肠部。该物种的模式产地在广东省湛江市。